# Coushatta
Die Coushatta bzw. Koasati oder Quassarte sind ein Indianerstamm des Kulturareals des Südöstliches Waldlands, die bei Erstkontakt im heutigen Tennessee, Georgia und Alabama im Südosten der Vereinigten Staaten lebten. Historisch waren sie enge Verbündete der sprachlich-kulturell sowie familiär verwandten Alabama (albaamolaho̱ oder Sikosi) und beide zugleich Teil der "Upper Towns" (bzw. "Upper Creek") der Creek (Muskogee) Konföderation.
Historisch waren die "Coushatta/Koasati" bei Spaniern, Franzosen, Briten und Amerikanern unter verschiedenen Namen bekannt, da diese verschiedenen Gruppen der Europäer den indigenen Namen jeweils auf verschiedene Arten wiedergaben, hierunter folgende:
Cusatees, Acoste, Conchaty, Conchaque, Coosada, Coosadie, Coosauda, Coushatta, Cutchates, Koasati und Qusate.
"Koasati" – die phonetische Schreibweise – kommt der tatsächlichen Aussprache des Stammesnamens am nächsten.

## Geschichte
Die Coushatta waren schon immer Ackerbauern. Sie bauten Mais und andere Feldfrüchte an und ergänzten ihre Ernährung durch die Jagd. Auf Grund des wachsenden Drucks der europäischen Siedler und nach der französischen Niederlage im Siebenjähriger Krieg in Nordamerika (French and Indian War) begannen 1763 viele Coushatta und Alabama aus ihren ehemaligen Stammesgebieten westwärts nach Mississippi, Louisiana und Texas, welche damals zum Vizekönigreich Neuspanien gehörten, zu ziehen. Heute sind diese seit 1987 in Texas als Alabama-Coushatta Tribe of Texas ein auf Bundesebene anerkannter Stamm (federally recognized tribe). Diejenigen Coushatta und Alabama, die zurückblieben, kämpften als Mitglieder der Creek-Konföderation (auch Muskogee) gegen die USA. Sie verloren 1784 im Vertrag von Fort James Jackson ihr ganzes Land. Die meisten Alabama und manche Coushatta begleiteten die Muskogee nach Oklahoma, wo heute ihre Nachkommen als federally recognized tribe der Alabama Quassarte Tribal Town leben.
Im 20. Jahrhundert begannen sie, auf Stammesland Reis anzubauen und Flusskrebse zu züchten. Sie sind auch bekannt für ihre Korbflechtereien.

## Sprache
Ihre Sprache, das Coushatta (Kowassá:ti naathiihilka) ("Sprache der Koasati") bildet zusammen mit der eng verwandten Sprache der Alabama (Albaamo innaaɬiilka) ("Sprache der Alabama") die "Alabama-Koasati-Untergruppe" der Muskogee-Sprachen, beide Sprachen sind schwer gegenseitig verständlich. Durch ihre räumliche Nähe entwickelte sich eine Sprachvariante aus Koasati-Alabama (stonalbaamolaho̱). Heute (Stand 2015) wird sie jedoch nur noch von ca. 350 Stammesmitgliedern gesprochen, insbesondere wenige junge Leute beherrschen die Stammessprache. Jedoch wurde ein Wörterbuch konzipiert und online zugänglich gemacht.

## Heutige Stämme und Gruppen der Coushatta
Heute gibt es drei vom Bureau of Indian Affairs anerkannte (federally recognized) Stämme:
- Coushatta Tribe of Louisiana (Verwaltungssitz in Allen Parish nördlich der Stadt Elton in Louisiana, Reservat: ca. 2,77 km², ca. 650 Stammesmitglieder)
- Alabama-Coushatta Tribe of Texas[3] (zusammen mit den Alabama leben die ca. 1.137 Stammesmitglieder in dem ca. 18 km² Reservat bei Livingston in Texas)[4]
- Alabama Quassarte Tribal Town[5] (die heute 350 Stammesmitglieder leben wiederum zusammen mit den Alabama in Oklahoma mit Verwaltungssitz in Wetumka)

## Film
- Rediscovering America: The Legends and Legacy of Our Past, part 2: Indians Among Us (1992). Produktion und Regie: Jonathan Donald; geschrieben von Roger Kennedy. Discovery Communications, Inc.